# Pia Fink
Pia Fink, född 10 juli 1995, är en tysk längdåkare. Fink deltog vid världsmästerskapen i Seefeld 2019 och Oberstdorf 2021, med en 15:e plats i damernas 10 km i klassisk stil 2019 som bästa individuella resultat. Hon ingick även i det lag som kom på femte plats i damernas stafett vid VM 2021. 
Fink gjorde debut i världscupen den 30 december 2017 på den första etappen av Tour de Ski, sprint i fristil, där hon slutade på 36:e plats. Hennes bästa individuella resultat i världscupen är tolfte plats på 10 km med individuell start i klassisk stil som hon uppnådde den 17 februari 2019 i Cogne.

## Resultat

### Världsmästerskap
| Tävling         | 10 km | Skiathlon | 30 km | Sprint | Stafett | Lagsprint |
| --------------- | ----- | --------- | ----- | ------ | ------- | --------- |
| Seefeld 2019    | 15:e  | 30:e      | 25:e  | —      | —       | —         |
| Oberstdorf 2021 | 20:e  | 19:e      | 24:e  | —      | 5:e     | —         |